# 桦南镇
桦南镇，是中华人民共和国黑龙江省佳木斯市桦南县下辖的一个乡镇级行政单位。

## 行政区划
桦南镇下辖以下地区：
正南社区、正北社区、前进社区、铁东社区、铁西社区、奋斗社区、新建社区、胜利社区、金科社区、福庆社区、正南村、正北村、正东村、腰营村、隆胜村、桦丰村、五一村、宏昌村、宏泰村、民富村、富荣村、富贵村、幸福村、双合村、湖南营村和宏元村。